# 亞歷山大二世 (伊梅雷蒂)
亞歷山大二世 (—1510年4月1日)是格魯吉亞國王，於1478年短暫統治格魯吉亞，並於1483年至1510年統治伊梅雷蒂王國。
亞歷山大二世是格魯吉亞國王巴格拉特六世之子，在1463年至1491年的格魯吉亞內戰期間，他於1478年短暫繼承父親的王位，這場內戰將王國分裂為幾個獨立的國家。亞歷山大二世被他的叔叔君士坦丁二世篡位驅逐後，他迅速逃往格魯吉亞西部和北部的山區，在那裡繼續進行內戰多年。1484年，由於國家的混亂使君士坦丁二世無法保衛自己的領土，他重新掌權並被加冕為伊梅雷蒂國王。亞歷山大二世的統治一直不穩定，並在1485年和1487年遭受康斯坦丁的兩次入侵，直到1489年才最終重新登上王位。
1490年格魯吉亞的正式分裂使亞歷山大二世成為四位獨立的格魯吉亞統治者之一，並創立了伊梅雷蒂王國。他將統治的重心放在改革國內形勢上，同時面對明格列利和古里亞的自治野心。在1509年試圖重新征服中央的格魯吉亞王國失敗後，伊梅列季面對奧斯曼帝國的第一次入侵，開啟了該地區未來幾個世紀的地緣政治衝突。亞歷山大二世於1510年去世後，由其子巴格拉特三世繼承王位。

## 早年與格魯吉亞國王生涯

### 青年時期
亞歷山大二世是巴格拉特六世與其妻海倫（Helene）之子——其父初為薩莫卡拉科公爵，後成西格魯吉亞僭王。
格魯吉亞史料甚少提及亞歷山大的兄弟關係，但據當代文獻記載，巴格拉特長子名為瓦赫坦（Vakhtang），故亞歷山大二世應為次子。瓦赫坦格可能於1454至1468年間早夭。
1466年，其父入侵卡爾特利並自立為格魯吉亞國王巴格拉特六世。巴格拉特六世旋即與同樣宣稱王權的君士坦丁王子對峙，雙方於1468年達成臨時和議：巴格拉特六世保留格魯吉亞國王頭銜，他承諾死後分裂王國：康斯坦丁繼承卡爾特利，亞歷山大則統治西格魯吉亞。

### 短暫統治
巴格拉特六世於1478年逝世，亞歷山大二世違背父王協議，試圖奪取卡爾特利與伊梅雷蒂兩地的統治權。時已掌控下卡爾特利（Kvemo Kartli）與格魯吉亞亞美尼亞（Georgian Armenia）的君士坦丁二世兵臨首都梯弗里斯。亞歷山大遂於西格魯吉亞庫塔伊西（Kutaisi）欲由阿布哈茲都主教加冕，然遭格魯吉亞其他公爵包括明格里亞公爵瓦梅格二世·達迪亞尼、古里亞公爵卡哈貝爾二世·古列利及其他阿布哈茲和斯瓦內蒂的公爵們聯合抵制，貴族缺席導致其加冕合法性盡失。
亞歷山大二世雖握有王室軍隊，君士坦丁二世卻借赫夫蘇雷蒂（Khevsureti）與圖舍蒂（Tusheti）的山地民兵奪取梯弗里斯。亞歷山大喪失首都後，其軍隊自卡爾特利潰退，格魯吉亞中部諸要塞相繼陷落於君士坦丁二世之手。君士坦丁二世以對他忠誠的總督替換巴格拉特六世與亞歷山大二世任命的小貴族。1479年，哥里要塞（Gori）被攻陷，亞歷山大二世火速退守庫塔伊西。瓦梅格二世·達季安尼欲藉此報復巴格拉特六世專制統治，與君士坦丁二世結盟並助其入侵伊梅雷蒂。
王室軍隊崩潰之際，伊梅雷蒂貴族於1479年集體向康斯坦丁宣誓效忠。亞歷山大二世退守城堡要塞，君士坦丁二世的山地軍與瓦梅格二世的明格里利亞軍聯合攻陷庫塔伊西。君士坦丁二世在此西格魯吉亞重鎮：接受明格里利亞與古利亞公爵效忠宣誓。其後，派駐軍隊防範亞歷山大二世反攻並親征薩姆茨赫。

### 游擊戰
在1479年戰敗後，亞歷山大二世撤退到拉恰和列其呼米的山區，與當地人民結成聯盟，並繼續聲稱自己是父親的合法繼承者。系譜學家西里爾·圖曼諾夫指出，亞歷山大二世仍然堅持自己作為格魯吉亞王位的長子繼承權，這一權利源自大衛六世（1245–1293年在位）。而土耳其歷史學家易卜拉欣·佩奇維在16世紀的著作中也為亞歷山大的血統主張辯護。然而，現代歷史學家唐納德·雷菲爾德認為，君士坦丁二世在1479年任命亞歷山大二世為拉恰和列其呼米公爵，並讓他在庫塔伊西的皇家宮廷居住。
亞歷山大在治理這兩個省份的同時，領導對中央政權的抵抗。1483年，他娶了一位名叫塔瑪爾的女子，並可能藉此機會被當地貴族加冕為僭王。同年，君士坦丁二世在阿拉德提之戰中遭到對手薩姆茨赫-薩塔巴戈的軍隊重創，不得不撤退到梯弗里斯。1484年，為君士坦丁二世留守在首都的瓦梅格二世·達季安尼去世，亞歷山大二世將這一事件視為恢復權力的機會，隨即展開新的軍事行動。

## 伊梅雷蒂國王

### 獨立

亞歷山大二世的皇家憲章

在其山地武裝力量支持下，亞歷山大二世於1484年攻佔防務空虛的庫塔伊西，並加冕為亞歷山大二世，稱利希特-伊梅列希國王，意為「利希山脈此側之邦」；該山脈分隔西格魯吉亞與卡爾特利。此舉宣告脫離格魯吉亞王國獨立。加冕後，他進軍伊梅雷蒂全境，但未能征服明格里亞與古利亞——其時君士坦丁二世正征戰於薩姆茨赫。
君士坦丁二世持續推動格魯吉亞再統一戰爭，於1485年入侵伊梅雷蒂，卻在奇科里戰役中遭亞歷山大二世與洛特基帕尼澤家族貴族擊敗。當白羊王朝蘇丹雅各布於1486年多次侵犯其領土時，這位格魯吉亞國王被迫撤回卡爾特利。然而，明格里亞公爵利帕里特二世·達迪亞尼仍反對亞歷山大二世，並於1487年邀君士坦丁二世重返伊梅雷蒂。卡爾特利-明格里亞聯軍聯合伊梅雷蒂部分貴族派系入侵亞歷山大二世轄地，迫使其再度棄守都城，退守要塞。當君士坦丁二世的山地民兵圍困亞歷山大二世時，後者北遁山區，君士坦丁二世與利帕里特二世·達季阿尼遂控制效忠巴格拉特六世派系的堡壘。
君士坦丁二世藉北高加索部落鞏固統治以行使其司法管轄權。他駐守庫塔伊西防範亞歷山大二世反撲，以致1488年雅各布再度入侵卡爾特利時，僅遣兩名將領代戰而並未親征。然而雅各布成功圍困梯弗里斯，迫使君士坦丁二世棄守無防備的伊梅雷蒂，亞歷山大二世遂重掌權柄。
值此東格魯吉亞危局之際，亞歷山大二世與伊梅雷蒂貴族及明格里亞公爵利帕里特二世達成和解。1489年，拉恰（Racha）、列其呼米（Lechkhumi）與斯瓦內蒂（Svaneti）的山地武裝聯軍入侵伊梅雷蒂，未遇抵抗即攻占多座戰略堡壘。庫塔伊西迅即陷落，標誌伊梅雷蒂最終分離——此分裂狀態持續至19世紀俄國入侵。
1490年梯弗里斯光復後，君士坦丁二世召開御前會議，謀劃收復卡赫蒂、伊梅雷蒂與薩姆茨赫。然與會格魯吉亞大貴族憂慮君權擴張，決議正式廢止1008年創立的格魯吉亞王國。其後君士坦丁二世與諸多地方統治者簽訂系列和約：對伊梅雷蒂王國，第比利斯承認亞歷山大二世的統治權；亞歷山大二世則授予古利亞公國與明格里亞公國高度自治權，並將阿布哈茲併入明格里亞公國轄區——此去中心化且不穩定的西格魯吉亞格局，實為未來再征服預留契機。
君士坦丁二世與亞歷山大二世最終於1491年（御前會議決議後一年{），或據部分史料為1493年簽訂最終和約。

### 建立新王國
亞歷山大二世在成為獨立君主後，必須面對一個不穩定的王國和一個不斷威脅他權力的強大貴族。他在位的頭幾年中，試圖通過向不服從的領主宣戰來鞏固自己的權力：多位領主被處決，其他則被剝奪土地和貴族頭銜，或被忠於他的其他貴族取代。然而，他最大的問題來自於治理黑海地區的兩位公爵，明格里亞公爵利帕里特二世·達迪亞尼和古里亞公爵喬治一世·古列利。與他們的和平協議最終確定了伊梅雷蒂王國的歷史：
- 伊梅雷蒂國王不再干涉兩個公國的內部事務[21]；
- 明格里亞和古里亞兩位公爵免除向伊梅雷蒂繳納稅款的義務[21]；
- 明格里亞公國的統治者自動成為宮廷首席監督（Mandaturtukhutsesi）[21]；
- 古里亞公國的統治者同樣成為王國軍隊總司令（Amirspasalar）[21]；
- 明格里亞公國和古里亞公國必須向王國軍隊提供士兵[16]；
- 兩個公國的土地仍然對王室狩獵開放[21]；
- 國王保留確認公爵繼承權的法定權利[22]。

亞歷山大二世還試圖通過制服所羅門·沙爾瓦希澤來強化自己在阿布哈茲的管轄權，以及對斯瓦內蒂公國格洛瓦尼家族的控制。當代文件顯示，亞歷山大二世迅速介入斯瓦內蒂公國的內部事務，在一場關於山區省份的政治衝突中，他支持賈帕里澤-庫查伊澤家族。模仿卡爾特利和卡赫蒂的同僚，他開始進行軍事改革，將武裝部隊分為四個軍區，由國王和阿爾格維蒂、拉恰及列其呼米的世襲領主負責。雖然卡赫蒂的類似改革使君主對其軍隊擁有更大的控制權，但亞歷山大二世的變革卻使貴族的權力增強，進一步分化這個小王國。
1495年，塔瑪爾王后誕下亞歷山大二世的繼承人巴格拉特。同年，亞歷山大二世與康斯坦丁二世簽署一項新的和平協議，保證後者對抗伊梅雷蒂叛亂小貴族的支持。

### 入侵卡爾特利
1500年，四位格魯吉亞君主再次分道揚鑣，當時康斯坦丁二世、卡赫季國王亞歷山大一世和梅斯赫蒂親王卡伊霍斯羅一世·賈奎里聯合與伊朗薩非王朝形成反奧斯曼聯盟，而亞歷山大二世並未參與其中。1505年，亞歷山大二世的死對頭康斯坦丁二世去世，將王國留給他的兒子大衛十世。
亞歷山大二世利用年輕國王的弱點，試圖重新統一格魯吉亞王國。在1509年，他帶著大軍越過利基河，攻陷哥里。亞歷山大二世繼續前進，很快併吞卡爾特利的整個西北部。

### 奧斯曼入侵
在伊梅雷蒂的邊界，奧斯曼帝國逐漸增強勢力，但儘管在1461年進行一次快速的軍事侵入以阻止格魯吉亞人干預幫助特拉比宗，奧斯曼人在十五世紀下半葉對西格魯吉亞基本上採取忽視的政策。然而，這一政策在蘇丹巴耶濟德二世（1481–1512年）統治期間發生變化，他專注於東部邊界，以抗衡伊朗薩非王朝的影響。從1500年代初，奧斯曼軍隊入侵薩姆茨赫和古里亞，並暫時佔領阿扎爾和查內提兩地。同時，奧斯曼人利用黑海影響阿布哈茲，並將吉克斯部落領地納入其勢力範圍。
1509年，奧斯曼利用亞歷山大二世在卡爾特利作戰的空檔入侵伊梅雷蒂。蘇丹的兒子奧斯曼特拉比宗總督塞利姆，於1509年11月23日率領一支由北高加索人組成的軍隊進攻。入侵者劫掠王國，攻陷庫塔伊西，焚燒首都和格拉提修道院，這是西格魯吉亞的宗教中心。亞歷山大立即離開哥里，授權卡爾特利國王大衛十世收復被伊梅雷蒂佔領的省份，但未能解救被奧斯曼人俘虜的奴隸。這次入侵在16世紀的土耳其歷史學家易卜拉欣·佩奇維的著作中有詳細記載。

### 逝世
1510年3月，塔瑪爾王后去世，亞歷山大二世則在準備對奧斯曼人發動入侵安納托利亞的計劃時，染上了一種“既痛且噁心的”的疾病，根據《格魯吉亞編年史》記載，他於1510年4月1日去世。他與妻子合葬於格拉提修道院。其子巴格拉特三世繼承王位。

## 家庭

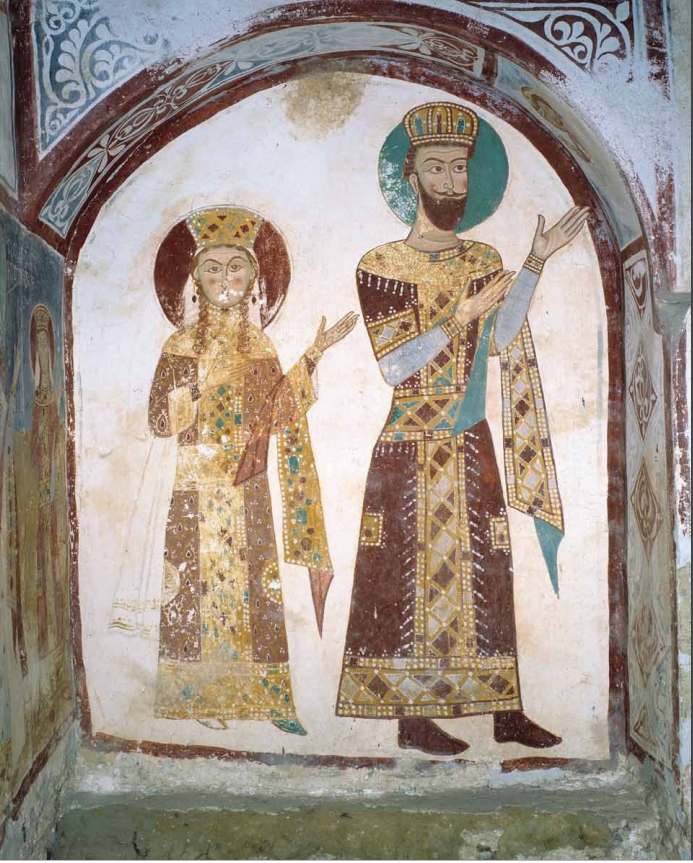
格拉特修道院的壁畫中的亞歷山大二世和塔瑪爾王后

1483年，亞歷山大二世迎娶一位名叫塔瑪爾的女子，其出身不詳，他們的孩子包括：
- 巴格拉特三世（英语：Bagrat III of Imereti） (1495年–1565年)，繼承亞歷山大二世成為伊梅雷蒂國王。
- 大衛 (活躍於1510年–1524年).
- 瓦赫坦（英语：Prince Vakhtang of Imereti） (1495年以後–1548年), 曾與兄長巴格拉特三世對立。
- 喬治 (活躍於1511年–1545年)，娶了一位名叫安娜的女子。
- 德米特里 (活躍於1511年).
- 蒂納丁公主，嫁給了斯皮里登·比納什維利（喬洛卡什維利（英语：Cholokashvili））。
- 一位匿名公主，結過兩次婚，第二次嫁給羅斯托姆·古列利（英语：Rostom Gurieli）的兒子喬治。